# Liste de gares en Ukraine
La liste de gares en Ukraine, est une liste non exhaustive de gares ferroviaires du réseau des chemins de fer en Ukraine.

## Liste par ordre alphabétique

### A
- Gare d'Aïvazovska.
- Gare d'Apostolove.
- Gare d'Artsyz.
- Gare d'Avdiïvka.

### B
- Gare de Balta.
- Gare de Baherove.
- Gare de Bakhmatch.
- Gare de Bakhmout.
- Gare de Bakhmout I.
- Gare de Bakhtchyssaraï.
- Gare de Berdiansk.
- Gare du port de Berdiansk.
- Gare de Berdytchiv.
- Gare de Berehove.
- Gare de Berezan.
- Gare de Bila Tserkva.
- Gare de Bilhorod-Dnistrovskyï.
- Gare de Bilopillia.
- Gare de Boïarka.
- Gare de Borodianka.
- Gare de Boryspil et la
- gare de l'aéroport de Boryspil.
- Gare de Boutchatch.
- Gare de Bourlouk.
- Gare de Boutcha.
- Gare de Brody.
- Gare de Brovary.

### C
- Gare de Chepetivka.
- Gare de Cil.

### D
- Gare de Darnytsia à Kiev.
- Gare de Derajnia.
- Gare de Debaltseve.
- Gare de Djankoï.
- Gare de Dnipro.
- Gare de Dobropillia.
- Gare de Donetsk.
- Gare de Dovjansk.
- Gare de Droujkivka.

### E
- Gare d'Eupatoria-Kourort.

### F
- Fastiv I.
- Fastiv II.
- Gare de Fedorivka.

### G
- Gare de Gretcheny.

### H
- Gare de Halytch.
- Gare de Haïvoron.
- Gare de Hloukhiv.
- Gare de Horlivka.
- Gare de Houssyatyn.
- Gare de Hrebinka.
- Gare de Hrodivka.

### I
- Gare de Iahotyn.
- Gare de Iaremtche.
- Gare de Iassynouvata.
- Gare de Iassynouvata-Passager.
- Gare de Ienakiieve.
- Gare d'Ilovaïsk.
- Gare d'Inhoulets.
- Gare Inkerman I et gare Inkerman II.
- Gare d'Ivano-Frankivsk (Івано-Франківськ).
- Gare d'Izioum.
- Gare d'Izmaïl.

### J
- Gare de Jytomyr.
- Gare Jykhor.
- Gare de Jmerynka.

### K
- Gare de Kamianets-Podilskyï ;
- Gare de Kakhovka ;
- Gare de Karakouba, à Kalmiouske ;
- Kharkiv : 
  - Gare de Kharkiv-Passajirsky (Харків-Пасажирський).
  - Gare d'Osnova
  - Gare de Kharkiv-Levada
  - Gare de Kharkiv-Balachovsky
- Gare de Khertch,
- Kherson : 
  - Gare de Kherson,
  - Gare de Kherson-port.
- Gare de Khoust.
- gare de Kholonivksa.
- Gare de Khmelnytskyï.
- Gare de Krasne.
- Gare de Krasna Mohyla.
- Kiev :
  - gare Heorhiy-Kirpa,
  - Gare de Kyiv-Dniprovskyi,
  - Gare de Kyiv-Volynskyi,
  - Gare de Vydoubytchi,
  - gare de Kiev-Tovarny,
  - Gare de Kiev-Passajyrsky (Київ-Пасажирський).
- Gare de Kolosivka,
- Gare de Kommounarsk,
- Gare de Komysh-Zoria,
- Gare de Konotop,
- Gare de Kostiantynivka,
- Gare de Korosten.
- Gare de Koupiansk-Vouzlovyï.
- Gare de Kourdioumivka.
- Gare de Koutchourhan.
- Gare de Kovel.
- Gare de Kramatorsk.
- Gare de Krasnohorivka.
- Gare de Krementchouk.
- Gare de Kremenets.
- Gare de Kreminna.
- Gare de Krioukiv.
- Gare de Kryvyi Torets.
- Gare de Kropyvnytskyï.
- Gare de Khrystynivka.
- Kryvyï Rih :
  - Gare Kryvyï Rih-Zakhidnyi ;
  - Gare de Kryvyï Rih ;
  - Gare centrale de Kryvyï Rih.

### L
- Gare de Larga.
- Gare de Lioubotyn.
- Gare de Livoberejna (Kiev).
- Gare de Loubny.
- Gare de Louhansk.
- Gare de Loutsk.
- Gare de Lozova (Лозова).
- Gare centrale de Lviv (Головний залізничний вокзал).
- Gare de Livyi Bereh (Kiev).
- Gare de Lykhatchove.
- Gare de Lyman.

### M
- Gare de Makiïvka.
- Gare de Marhanets.
- Marioupol : 
  - Gare de Marioupol,
  - Gare de Sartana,
  - Gare de Marioupol-Sotuvalny,
  - Gare de Marioupol-Port.
- Gare de Melitopol.
- Gare de Merefa.
- Gare de Nemichaïeve.
- Gare de Moudrona.
- gare de Moukatchevo.
- Gare de Mykolaïv.
- Gare de Mykolaïv-Dnistrovsky, oblast de Lviv.
- gare de Mykytivka.
- Gare de Myrhorod.

### N
- Gare de Nijyn ;
- Gare de Nikopol ;
- Gare de Novooleksiïvka (Новоолексіївка).

### O
- Odessa :
  - Gare d'Odessa Holovna (Одеса-Головна),
  - Gare de Peressyp.
  - Gare du port d'Odessa.
  - Gare de Jmerinka - Gretchany.
- Gare de Oujhorod.
- Gare d'Oleksandria.
- Gare d'Ouman.
- Gare d'Otcheretyne.
- Gare d'Ovroutch.

### P
- Gare Pavlohrad-I,
- Gare de Phenol à Toretsk.
- Gare de Pidvolotchysk.
- Gare de Podilsk.
- Gare de Poltava.
- Gare de Polohy.
- Gare de Pomitchna.
- Gare de Popasna.
- Gare de Pokrovsk.
- gare de Potchaïna (Kiev).
- Gare de Pyatykhatky.

### R
- Gare de Rakhiv.
- Gare de Radyvyliv.
- Gare de Rava-Rouska.
- Reni :
  - Gare de Reni-Nalivna ;
  - Gare de Reni.
- Gare de Rivne (Рівне).
- Gare de Romny.
- gare de Roubijné.
- Gare de Roudnytsia.
- Gare de Rozdory.
- gare de Rozivka.

### S
- Gare de Sambir.
- Gare de Sarny.
- Gare de Sébastopol.
- Gare de Sil.
- Gare de Simferopol.
- Gare de Sirets (Kiev).
- Gare de Smila.
- Gare de Sloviansk.
- Gare de Sofyino-Brodskaya.
- Gare de Solotvyno I.
- Gare de Soumy.
- Gare de Sokal.
- Stantsyia Chevtchenko.
- Gare de Starobilsk.
- Starokostiantyniv-I et
- Starokostiantyniv-II.
- Gare de Stryï.
- Gare de Svatove.
- Gare de Sviatohirsk.
- Synelnykove-1.
- Gare de Syvach.

### T
- Gare Taras-Chevtchenko.
- Gare de Tatariv.
- Gare de Tavriysk.
- Gare de Théodosie.
- Gare de Teteriv.
- Gare de Tchaplyne.
- Gare de Tchassiv Iar.
- Gare de Tchernihiv.
- Gare de Tcherkassy.
- Gare de Tchernivsti.
- Gare de Tchop.
- gare de Tchortkiv.
- Gare de Ternopil.
- Gare de Thorez.
- Gare de Trostianets-Smorodyne.
- Gare de Tsoukouryne.

### V
- Gare de Vassylkiv I.
- Gare de Vapnyarka.
- Gare de Verkhniï Tokmak I.
- Gare de Velyki Birky.
- Gare de Velikyi Tokmak.
- Gare de Verkhivtseve.
- Gare de Vinnytsia.
- Gare de Vladislavivka.
- Gare de Volnovakha.
- Gare de Volotchysk.
- Gare de Vorojba.
- Gare de Vouhlehirsk.
- Gare de Vovtchansk.
- Gare de Vychneve.

### Y
- Gare de Yaniv

### Z
- Zaporijia : 
  - Gare de Zaporijia-I,
  - Gare de Zaporijia-II,
  - Gare Velyke-Zaporijjia,
  - Gare Anatoli-Alimov.
- Gare de Zernove.
- Gare de Zdolbouniv.
- Gare de Zmiïv.
- Gare de Znamianka.
- Gare de Zolotchiv.
- Zolotonocha II.
- Zolotonocha I.
- gare de Zviahel I.